# ホセ・キハダ
ホセ・グレゴリオ・キハダ（José Gregorio Quijada, 1995年11月9日 - ）は、ベネズエラ・モナガス州カリピト出身のプロ野球選手（投手）。MLBのロサンゼルス・エンゼルス傘下所属。

## 経歴

### マーリンズ時代
2013年年9月9日にアマチュア・フリーエージェントでマイアミ・マーリンズと契約しプロ入り。
2014年にルーキー級ドミニカン・サマーリーグ・マーリンズでプロデビューを果たした。16試合（74イニング）に登板し、5勝5敗、防御率は2.91という成績だった。
2015年は、ルーキー級ガルフ・コーストリーグ・マーリンズで8試合（8回）に登板し、0勝0敗、防御率は0.00という成績だった。
2016年は、A級グリーンズボロ・グラスホッパーズとA+級ジュピター・ハンマーヘッズで合計で28試合（50イニング）に登板し、5勝2敗、防御率は2.32という成績だった。
2017年は、A+級ジュピターとAA級ジャクソンビル・ジャンボシュリンプで合計で39試合（55.2イニング）に登板し、5勝1敗1セーブ、防御率は3.23という成績だった。
2018年は、AA級ジャクソンビルとAAA級ニューオーリンズ・ベイビーケークスで合計で44試合（63イニング）に登板し、2勝6敗7セーブ、防御率は3.00という成績だった。シーズン終了後に40人枠入りした。
2019年はAAA級ニューオーリンズでシーズンを迎えた。4月23日にアクティブ・ロースター入りし、4月24日のクリーブランド・インディアンス戦でメジャーデビュー。リリーフで2⁄3イニングを投げた 。5月8日のシカゴ・カブス戦の11回、ジェイソン・ヘイワードにサヨナラ本塁打を被弾した。3日後の11日にAAA級ニューオーリンズに降格となった。マーリンズでは34試合（29.2イニング）に登板し、2勝3敗1セーブ、防御率5.76という成績だった。
2020年2月3日、マーリンズからDFAとなった。

### エンゼルス時代
2020年2月10日にウェイバー公示を経てロサンゼルス・エンゼルスと契約した。8月28日にメジャーに昇格。9月11日のコロラド・ロッキーズ戦でチャーリー・ブラックモンにサヨナラ満塁弾を被弾した。この年は6試合（3.2イニング）に登板し、0勝1敗、防御率7.36、6奪三振という成績だった。
2021年7月30日にAAA級ソルトレイク・ビーズからメジャー昇格した。10月1日には20年ぶりのプレーオフ進出を狙っているシアトル・マリナーズ戦に無死一・三塁の場面から登板し、打者3人全員を三振に取りマリナーズのプレーオフ進出の可能性に大きな傷をつけた。この年は26試合の登板で0勝2敗、防御率4.56、25.2イニングを記録した。
2022年は開幕を故障者リストで迎えたが、5月に復帰した。夏に抑えのライセル・イグレシアスがアトランタ・ブレーブスにトレードされた後は、セットアッパーや抑えとして起用されるようになった。この年は42試合に登板して防御率3.98を記録するキャリアハイとなった。
2023年は10試合に登板したが0勝1敗と4年連続で勝ち星を1つも記録できなかった。ただ、その一方で4セーブ5ホールド記録した。また、防御率は6.00と自身2番目に悪く、奪った三振もわずか8個のみに留まった。
2024年は22試合に登板してエンゼルス移籍後初勝利を含む2勝2敗7ホールド、防御率3.26、24奪三振などと前年より大幅に成績が向上し、復活を遂げた。
2025年の開幕はAAA級ソルトレイクで迎え、5月10日にAA級ロケットシティ・トラッシュパンダズに配属された。その後7月24日にロバート・スティーブンソンが60日間のILに入ったことを受け、メジャー復帰。復帰後は2試合に登板したが1ホールドを記録しただけで同月30日にアンドリュー・チェイフィン、ルイス・ガルシア、ジェイク・イーダーをトレードで獲得したことなどに伴いDFAとなり、8月4日にAAA級ソルトレイクに降格した。

## 選手としての特徴
| 球種           | 割合 | 平均球速 | 平均球速 | 最高球速 | 最高球速 |
| 球種           | %    | mph      | km/h     | mph      | km/h     |
| フォーシーム   | 73.3 | 93.6     | 150.6    | 96.4     | 155.1    |
| チェンジアップ | 13.6 | 86.4     | 139      | 89       | 143.2    |
| スライダー     | 13   | 79.6     | 128.1    | 82.3     | 132.4    |

最速97.5mph（約156.9km/h）、平均93.6mph（約150.6km/h）のフォーシームが投球の7割以上を占める速球派。変化球は、チェンジアップとスライダーがある。
2024年にはフォーシームが94.5%も占めており、年々スライダーとチェンジアップの割合が減少している。

## 詳細情報

### 年度別投手成績
| 年 度    | 球 団    | 登 板 | 先 発 | 完 投 | 完 封 | 無 四 球 | 勝 利 | 敗 戦 | セ 丨 ブ | ホ 丨 ル ド | 勝 率 | 打 者 | 投 球 回 | 被 安 打 | 被 本 塁 打 | 与 四 球 | 敬 遠 | 与 死 球 | 奪 三 振 | 暴 投 | ボ 丨 ク | 失 点 | 自 責 点 | 防 御 率 | W H I P |
| -------- | -------- | ----- | ----- | ----- | ----- | -------- | ----- | ----- | -------- | ----------- | ----- | ----- | -------- | -------- | ----------- | -------- | ----- | -------- | -------- | ----- | -------- | ----- | -------- | -------- | ------- |
| 2019     | MIA      | 34    | 0     | 0     | 0     | 0        | 2     | 3     | 1        | 4           | .400  | 144   | 29.2     | 27       | 10          | 26       | 3     | 4        | 44       | 2     | 0        | 20    | 19       | 5.76     | 1.79    |
| 2020     | LAA      | 6     | 0     | 0     | 0     | 0        | 0     | 1     | 0        | 1           | .000  | 20    | 3.2      | 6        | 1           | 2        | 0     | 1        | 6        | 0     | 0        | 4     | 3        | 7.36     | 2.18    |
| 2021     | LAA      | 26    | 0     | 0     | 0     | 0        | 0     | 2     | 0        | 5           | .000  | 110   | 25.2     | 20       | 2           | 15       | 1     | 1        | 38       | 1     | 1        | 14    | 13       | 4.56     | 1.36    |
| 2022     | LAA      | 42    | 0     | 0     | 0     | 0        | 0     | 5     | 3        | 12          | .000  | 169   | 40.2     | 25       | 5           | 21       | 4     | 2        | 52       | 1     | 0        | 19    | 18       | 3.98     | 1.13    |
| 2023     | LAA      | 10    | 0     | 0     | 0     | 0        | 0     | 1     | 4        | 5           | .000  | 41    | 9.0      | 8        | 0           | 3        | 0     | 2        | 8        | 0     | 0        | 7     | 6        | 6.00     | 1.22    |
| 2024     | LAA      | 22    | 0     | 0     | 0     | 0        | 2     | 2     | 0        | 7           | .500  | 84    | 19.1     | 12       | 1           | 17       | 0     | 2        | 24       | 0     | 1        | 9     | 7        | 3.26     | 1.50    |
| MLB：6年 | MLB：6年 | 140   | 0     | 0     | 0     | 0        | 4     | 14    | 8        | 34          | .222  | 568   | 128.0    | 98       | 19          | 84       | 8     | 12       | 172      | 4     | 2        | 73    | 66       | 4.64     | 1.42    |

- 2024年度シーズン終了時

### WBCでの投手成績
| 年 度 | 代 表      | 登 板 | 先 発 | 勝 利 | 敗 戦 | セ ｜ ブ | 打 者 | 投 球 回 | 被 安 打 | 被 本 塁 打 | 与 四 球 | 敬 遠 | 与 死 球 | 奪 三 振 | 暴 投 | ボ ｜ ク | 失 点 | 自 責 点 | 防 御 率 |
| ----- | ---------- | ----- | ----- | ----- | ----- | -------- | ----- | -------- | -------- | ----------- | -------- | ----- | -------- | -------- | ----- | -------- | ----- | -------- | -------- |
| 2023  | ベネズエラ | 3     | 0     | 0     | 1     | 0        | 13    | 2.1      | 3        | 0           | 2        | 0     | 1        | 3        | 1     | 0        | 3     | 3        | 11.57    |

### 年度別守備成績
| 年 度 | 球 団 | 投手（P） | 投手（P） | 投手（P） | 投手（P） | 投手（P） | 投手（P） |
| 年 度 | 球 団 | 試 合     | 刺 殺     | 補 殺     | 失 策     | 併 殺     | 守 備 率  |
| ----- | ----- | --------- | --------- | --------- | --------- | --------- | --------- |
| 2019  | MIA   | 34        | 1         | 2         | 0         | 0         | 1.000     |
| 2020  | LAA   | 6         | 0         | 0         | 0         | 0         | ----      |
| 2021  | LAA   | 26        | 0         | 2         | 0         | 0         | 1.000     |
| 2022  | LAA   | 42        | 0         | 3         | 1         | 0         | .750      |
| 2023  | LAA   | 10        | 0         | 0         | 0         | 0         | ----      |
| 2024  | LAA   | 22        | 0         | 1         | 0         | 0         | 1.000     |
| MLB   | MLB   | 140       | 1         | 8         | 1         | 0         | .900      |

- 2024年度シーズン終了時

### 背番号
- 74（2019年）
- 65（2020年 - ）

### 代表歴
- 2023 ワールド・ベースボール・クラシック・ベネズエラ代表